# Pomnik Włodzimierza Wysockiego i Mariny Vlady
Pomnik Włodzimierza Wysockiego i Mariny Vlady (ros. Памятник Владимиру Высоцкому и Марине Влади) – pomnik znajdujący się w Jekaterynburgu, w obwodzie swierdłowskim, przedstawiający Włodzimierza Wysockiego i Marinę Vlady.

## Charakterystyka
Pomnik znajduje się przy wejściu do jednego z centrów handlowych, które wchodzi w skład kompleksu biznesowego Antey, przy Krasnym Prospekcie 10. Postawienie pomnika Włodzimierzowi Wysockiemu miało związek z kolejną rocznicą jego urodzin, które przypadają 25 stycznia. Pomysłodawcą pomnika był Andriej Gawriłowski, a projektantem i wykonawcą Aleksandr Silnicki. Inicjatorem budowy monumentu w takiej formie, był też syn barda, Nikita Wysocki. Środki na wykonanie najpierw projektu, a następnie na samą budowę przeznaczyło centrum handlowe u wejścia którego pomnik został ustawiony. Wsparcia udzieliły także jekaterynburskie władze, które w ostatnich latach zaczęły zwracać uwagę na rozwój małej architektury w mieście. Obie rzeźby zostały wykonane w jednym z zakładów pochodzących z obwodu swierdłowskiego. Pomnik przedstawia młodego Włodzimierza Wysockiego grającego na gitarze i śpiewającego swojej trzeciej żonie, Marinie Vlady, która siedzi na poręczy. Ich figury zostały wykonane z brązu i prezentują Wysockiego oraz Vlady w naturalnych proporcjach. Pewną nieścisłością jest fakt, że wyobrażony na pomniku Wysocki w tak młodym wieku, nie znał jeszcze Mariny Vlady, a był wtedy mężem Izy Żukowej.
31 stycznia 2006 roku pomnik został umieszczony na swym obecnym miejscu, ale jego odsłonięcie było parokrotnie odkładane w czasie. Pomnik został uroczyście odsłonięty 5 lutego 2006 roku. W otwarciu wzięli udział m.in. Nikita Wysocki (syn Włodzimierza) oraz przyjaciele barda, Walerij Zołotuchin i Aleksandr Filippienko. Marina Vlady była także zaproszona na odsłonięcie pomnika, ale nie mogła przybyć, jednocześnie obiecała, że w czasie jej następnej wizyty w Rosji postara się odwiedzić Jekaterynburg i zobaczyć pomnik. W inauguracji monumentu uczestniczyli także przedstawiciele najwyższych władz uralskiej metropolii, na czele z ówczesnym merem Arkadijem Czernieckim. Zołotuchin wyraził zadowolenie, że Wysocki nie został przedstawiony jako poważny buntownik, lecz uśmiechnięty młody człowiek. Przyznał on także, że jest to jeden z nielicznych pomników Wysockiego, który naprawdę mu się spodobał. Uroczystość, mimo temperatury około –20 stopni Celsjusza, zgromadziła setki mieszkańców Jekaterynburga.